# Mejillón en conserva

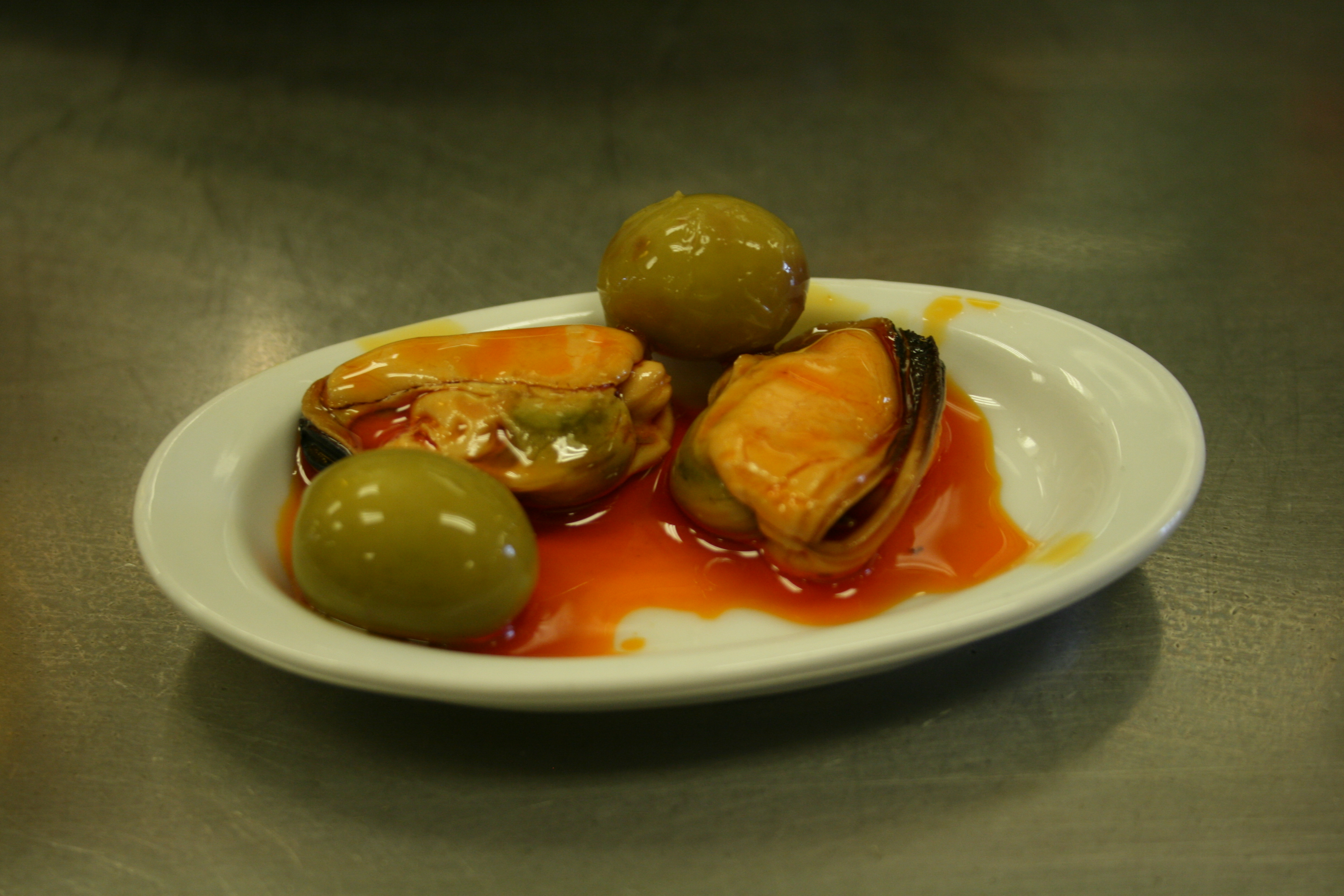
Tapa de mejillones.

El mejillón en conserva es una conserva de mejillones en escabeche que se comercializa en una lata. España es uno de los mayores productores, y consumidores, a nivel mundial de este tipo de conservas. Los mejillones debido a la preparación en escabeche suelen presentar una salsa de coloración anaranjada, debido al uso de pimentón. Se suelen emplear habitualmente como tapa, servidos junto con encurtidos diversos. Los mejillones de lata se emplean en platos de pasta y risotto. 

## Características
Los mejillones se suelen cocer al vapor, tras la operación se suelen poner en escabeche. La producción suele proceder de sitios abundanes de cultivo de mejillón. Se suele añadir algún elemento picante, como puede ser una guindilla, o una hoja de laurel, ajo, etc. Este tipo de conserva suele comercializarse en supermercados. Se suele emplear como ingrediente de bocadillos, o en tapas como el patallones.